# Samsung SPH-A460
O Samsung SPH-A460 foi um celular Clamshell CDMA de sucesso no começo da década de 2000. Ele foi lançado pela Sprint em 2002 e possuía duas telas de cristal líquido, uma externa e outra interna. O celular também tinha recursos como GPS, toques polifônicos, navegador de internet, discagem por voz e reconhecimento de chamadas. Tinha uma bateria de íons de lítio com tensão nominal de 3.7 volts e um design compacto e leve.